# Gerardo Seoane
Gerardo «Gerry» Seoane Castro (* 30. Oktober 1978 in Luzern) ist ein Schweizer Fussballtrainer und ehemaliger -spieler, der auch die spanische Staatsbürgerschaft besitzt. Seit der Saison 2023/24 ist er Trainer des deutschen Bundesligisten Borussia Mönchengladbach.

## Karriere als Spieler
Gerardo Seoane begann seine Karriere als Junior beim FC Rothenburg und wechselte später zum FC Luzern. Seoane galt Ende der 1990er Jahre als ein grosses Talent im Schweizer Fussball, doch weder beim FC Luzern noch später beim FC Sion gelang es ihm, sich durchzusetzen. 1998 wechselte er nach Spanien und schloss sich für mehrere Jahre in der galicischen Heimat seiner Eltern Deportivo La Coruña an. Dort kam er zweimal im Pokal sowie ansonsten nur für die B-Mannschaft zum Einsatz, und 2001 schloss er sich leihweise für ein halbes Jahr der AC Bellinzona an. Daraufhin kehrte Seoane zu Deportivo La Coruña zurück, für die er weiterhin kein Spiel für die Profimannschaft absolvierte.
2002 verpflichtete ihn der FC Aarau, für den er zwei Jahre lang Stammspieler war. Von dort ging er zusammen mit Trainer Alain Geiger zum Stadtzürcher Grasshopper-Club Zürich. Auf Anfang 2007 kehrte er zum FC Luzern zurück und spielte dort bis 2010. Im Cupspiel gegen den Grasshopper-Club Zürich zog sich der damals 28-Jährige am 14. März 2007 einen Bruch des Schien- und Wadenbeins zu. Er war Mannschaftskapitän des FC Luzern und beendete dort im Juni 2010 seine Karriere.

## Karriere als Trainer

### In der Schweiz
Nach Ende seiner Laufbahn als Fussballprofi arbeitete Seoane im Nachwuchsbereich des FC Luzern und betreute im April 2013 interimistisch dessen 1. Mannschaft für ein Spiel. Von 2014 bis 2017 war er Trainer des U21-Teams des FC Luzern. Nach der Entlassung von Markus Babbel übernahm Seoane im Januar 2018 die erste Mannschaft des Vereins als Cheftrainer, welche zu dem Zeitpunkt auf dem neunten Rang, drei Zähler vor dem Abstiegsplatz, stand. Aufgrund einer überragenden Rückrunde wurde die Saison als Tabellendritter beendet.
Zur Saison 2018/19 wurde er Cheftrainer des Schweizer Meisters BSC Young Boys, mit der er in seiner ersten Saison den Titel verteidigte. Er nahm mit den Young Boys an der Champions League 2018/19 teil und schied nach der Gruppenphase als Gruppenletzter mit vier Punkten aus. In den beiden darauffolgenden Saisons, 2019/20 und 2020/21, gewann der Klub erneut die Meisterschaft.

### In Deutschland
Zur Saison 2021/22 übernahm Seoane den deutschen Bundesligisten Bayer 04 Leverkusen. Er einigte sich mit dem Verein auf einen Vertrag mit einer Laufzeit über drei Jahre. Seine Mannschaft erreichte am Ende der Hinrunde den vierten Platz mit 28 Punkten, in der Rückrunde war man punktgleich (36) hinter RB Leipzig auf dem zweiten Platz, was mit 64 Punkten die erfolgreichste Spielzeit seit der Saison 2012/13 bedeutete. Dazu erzielten die Leverkusener 80 Bundesligatore und stellten einen neuen Vereinsrekord auf; wettbewerbsübergreifend waren es 100 Pflichtspieltore. Als letztlich Tabellendritter qualifizierte sich der Verein für die Champions League. Zuvor war Seoanes Team in der zweiten Hauptrunde des DFB-Pokals gegen den Zweitligisten Karlsruher SC ausgeschieden. Im Europa-League-Achtelfinale hatte es sich Atalanta Bergamo geschlagen geben müssen.
In seiner zweiten Saison musste Seoanes Mannschaft in ihrem ersten Pflichtspiel das Ausscheiden im DFB-Pokal gegen den Drittligaaufsteiger SV Elversberg hinnehmen. Auch die drei ersten Bundesligapartien verlor der Verein. Diese vier Niederlagen bedeuteten den schlechtesten Saisonstart der Leverkusener seit dem Bundesligaaufstieg 1979. Da sich der Negativtrend bis Anfang Oktober nicht änderte, entliess der Bundesligist Seoane am 5. Oktober 2022 auf dem vorletzten Tabellenplatz stehend und verpflichtete den Spanier Xabi Alonso; auch Seoanes langjähriger Co-Trainer Patrick Schnarwiler verliess den Trainerstab.
Zur Saison 2023/24 präsentierte der deutsche Bundesligist Borussia Mönchengladbach Seoane als Nachfolger des kurz zuvor entlassenen Daniel Farke. Er erhielt einen bis zum 30. Juni 2026 gültigen Vertrag. In sein Trainerteam holte Seoane unter anderem seinen langjährigen Co-Trainer Schnarwiler. Nach einer soliden Hinrunde, die als Zehnter beendet wurde, rutschten die Gladbacher in der Folge als zweitschwächste Rückrundenmannschaft zunehmend in der Tabelle ab, sodass sie Spielzeit auf einem enttäuschenden 14. Platz abgeschlossen wurde, nur einen Punkt vor dem Relegationsrang. Im Viertelfinale des DFB-Pokals 2023/24 unterlag das Team dem Drittligisten 1. FC Saarbrücken mit 1:2.
Im Laufe der Saison 2024/25 stand die Borussia vereinzelt auf Europapokalplätzen, verlor jedoch aufgrund eines schlechten Saisonendspurts, mit zwei gewonnenen Punkten aus den letzten sieben Bundesligapartien, den Kontakt zu ebendiesen und wurde schlussendlich Zehnter.

## Titel und Erfolge
- BSC Young Boys
  - Schweizer Meister 2019, 2020 und 2021
  - Schweizer Cupsieger 2020

## Persönliches
Seoanes Eltern stammen aus Galicien im Nordwesten Spaniens; er besitzt sowohl das Schweizer Bürgerrecht als auch die spanische Staatsbürgerschaft. Neben dem Deutschen und Spanischen spricht Seoane mit Englisch, Französisch, Italienisch und Portugiesisch insgesamt sechs Sprachen fliessend.